# گیاه‌پارچ باریک‌برگ
گیاه‌پارچ باریک‌برگ (نام علمی: Nepenthes stenophylla)، یک گونه از سرده گیاه‌پارچ‌ها است.